# ヴルフテン・アム・ハルツ
ヴルフテン・アム・ハルツ (ドイツ語: Wulften am Harz) は、ドイツ連邦共和国ニーダーザクセン州ゲッティンゲン郡に属す町村（以下、本項では便宜上「町」と記述する）である。エルビンゲローデ、ハットルフ・アム・ハルツ、ヘルデン・アム・ハルツとともにザムトゲマインデ・ハットルフ・アム・ハルツを構成する。

## 地理

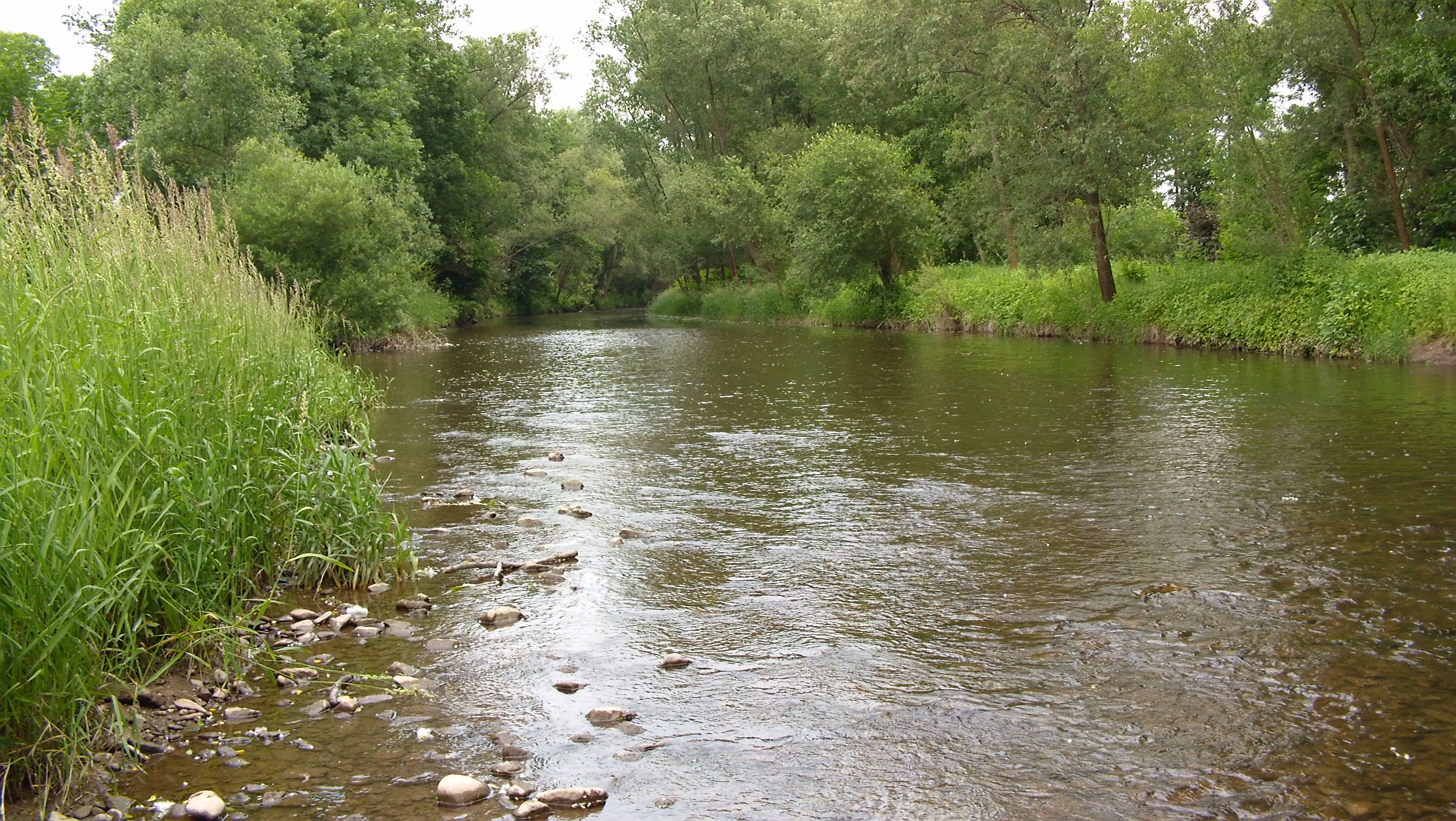
ヴルフテン・アム・ハルツ付近を流れるオーダー川

ヴルフテン・アム・ハルツはハルツ山地の南端、ローテンベルクの北西端に位置しており、オーダー川が東西に流れている。最寄りの都市は、オステローデ・アム・ハルツ (12 km)、ヘルツベルク・アム・ハルツ (15 km)、ゲッティンゲン (30 km) である。

## 歴史

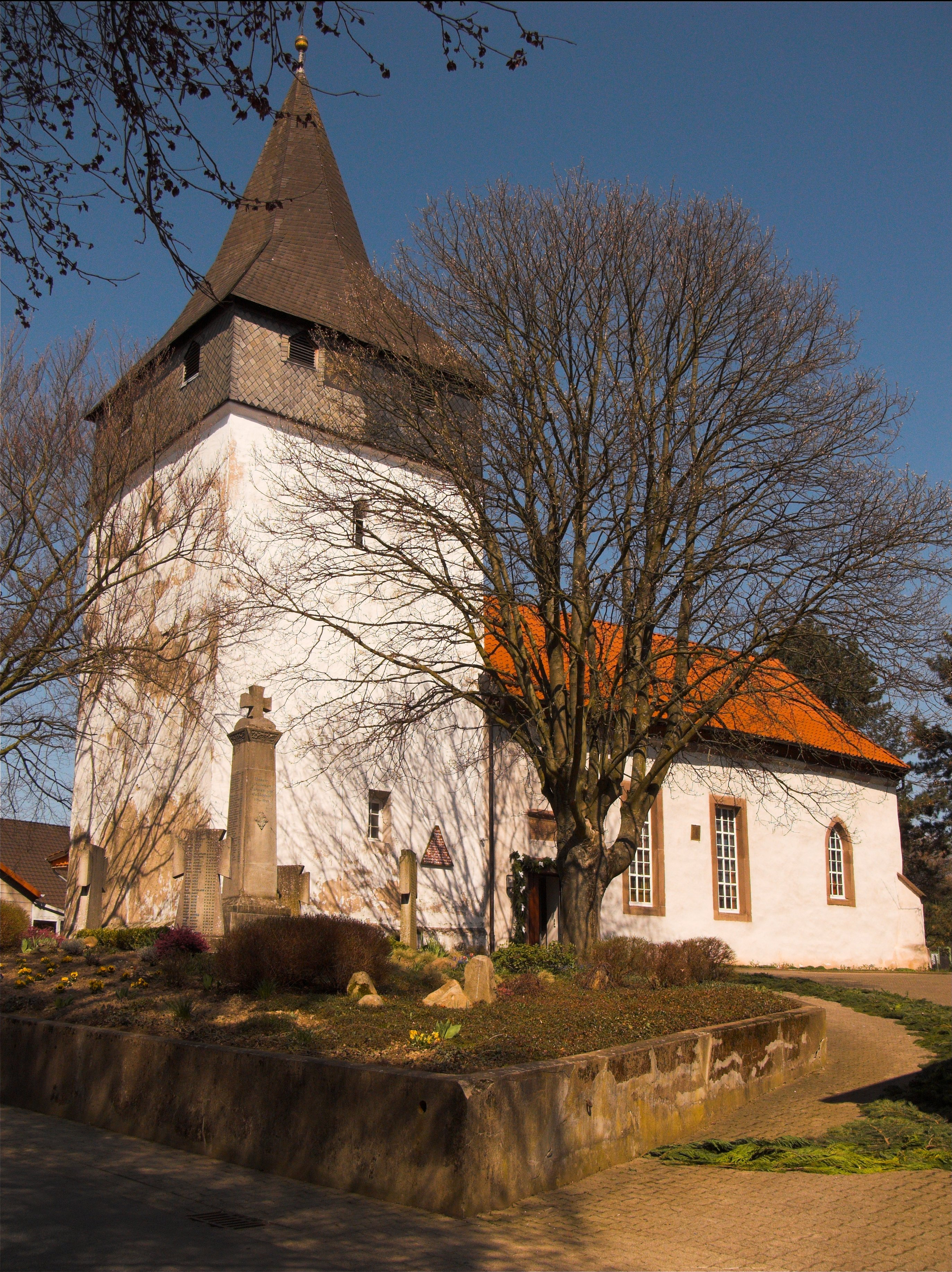
聖エーギディーン教会

ヴルフテン・アム・ハルツは889年に初めて文献に記録されている。東フランク王アルヌルフ・フォン・ケルンテンがカーレフェルトやヴルフテンを含むリースガウをハンブルク＝ブレーメン大司教アーダルガールにレーエンとして授けたという内容である。
1502年、聖エーギディーン教会が、当時の後援者エトレン・フォン・ハルデンベルクによって創建された。1567年、ヴルフテンは政治上、ヴェルフ家のグルーベンハーゲン侯領に属した。教会上のアムト・ヘルツベルクへの編入により1590年から1591年にルター派の宗教改革がなされた（2004年時点で住民の 78.5 % が福音主義ルター派信者である）。
1626年、ルッター・アム・バーレンベルクの戦いの前にティリー伯はヴルフテン近郊でオーダー川を渡った。三十年戦争で集落の大部分が焼失した。1756年から1763年の七年戦争では、聖エーギディーン教会の一部が破壊された。1807年から1813年までヴルフテンはヴェストファーレン王国に、1815年から1866年まではハノーファー王国に、1866年から1946年まではプロイセンのハノーファー州に、1946年以後はニーダーザクセン州に属している。
1868年12月1日に鉄道ノルトハイム - ヘルツベルク線（南ハルツ線）が開通してヴルフテンは鉄道網に接続した。ドゥダーシュタット - ヴルフテン線（ライネフェルト - ヴルフテン線）は1889年10月31日に開通した。
1933年にヴルフテンでも国家社会主義の権力掌握が始まった。1933年7月7日の政令により、民主主義の町議会議員はすべて失職した。この町は、1945年4月10日にアメリカ軍第9軍により解放され、ヴルフテンにおけるナチ体制は終結した。
1972年以降ヴルフテンはザムトゲマインデ・ハットルフ・アム・ハルツの構成町村の一つになった。2004年10月1日以降、この町の公式な名称はヴルフテン・アム・ハルツとなった。2016年11月1日にオステローデ・アム・ハルツ郡がゲッティンゲン郡と合併して以後、ヴルフテン・アム・ハルツはゲッティンゲン郡に属している。

## 行政

### 議会
ヴルフテン・アム・ハルツの町議会は、11議席で構成されている。

## 経済と社会資本
ヴルフテンには、全国的に活動している2つの会社が本社を置いている。
- エールハルト・タイヤおよび自動車サービス GmbH & Co. KG 本社と27の支店をもつ。2016年以降プノイハーゲ・グループ傘下にある。
- グローペンギーサー兄弟社、建築会社、砂製品

ヴルフテンには鉄道南ハルツ線の駅がある。ライネフェルデ - ヴルフテン線は廃止されている。